# Bågtillandsia
Bågtillandsia (Tillandsia recurvata) är en art inom familjen ananasväxter. Arten växter naturligt i södra och sydöstra USA och söderut till Sydamerika.

## Synonymer
Diaphoranthema recurvata (L.)	Beer
Diaphoranthema uniflora (Kunth)	Beer
Renealmia recurvata L.
Tillandsia pauciflora Sessé & Moc.
Tillandsia recurvata f. argentea André
Tillandsia recurvata f. caespitosa André
Tillandsia recurvata f. contorta André
Tillandsia recurvata f. genuina André
Tillandsia recurvata f. major André
Tillandsia recurvata f. minor André
Tillandsia recurvata f. minuta (Mez ex Mart.)	Castell.
Tillandsia recurvata var. brevifolia André
Tillandsia recurvata var. ciliata E.Morren ex Mez
Tillandsia recurvata var. contorta (André)	André ex Mez
Tillandsia recurvata var. elongata André
Tillandsia recurvata var. majuscula Mez
Tillandsia recurvata var. minuta Mez ex Mart.
Tillandsia uniflora Kunth